# Andreaea nitida
Andreaea nitida är en bladmossart som beskrevs av J. D. Hooker och William M. Wilson 1844. Andreaea nitida ingår i släktet sotmossor, och familjen Andreaeaceae. Inga underarter finns listade i Catalogue of Life.